# Асимптотичен клон на гигантите
Асимптотичният клон на гигантите е област от Диаграмата на Херцшпрунг-Ръсел, включващ еволюиращи звезди с малка до средна маса. Тя съответства на етап от звездната еволюция, през който преминават всички звезди с маса 0,6 до 10 пъти масата на Слънцето към края на своето съществуване.
Звездите от асимптотичния клон на гигантите се наблюдават като червени гиганти, а строежът им се характеризира с инертно ядро от въглерод и кислород, обвивка, в която хелият преминава през ядрен синтез, образуващ въглерод, още една обвивка, в която от водород се синтезира хелий, и много голяма външна област от материя, сходна със състава на нормалните звезди.